# Association sportive Jeanne d'Arc de Treichville
 (juillet 2017).
Si vous disposez d'ouvrages ou d'articles de référence ou si vous connaissez des sites web de qualité traitant du thème abordé ici, merci de compléter l'article en donnant les références utiles à sa vérifiabilité et en les liant à la section « Notes et références ».
Maillots
Le Jeanne d'Arc de Treichville est un club de football ivoirien basé à Treichville, un quartier d'Abidjan. Il joue dans le championnat de Côte d'Ivoire féminin.